# Зелене Поле (Криворізький район)
Зеле́не По́ле — село в Україні, у Глеюватській сільській громаді Криворізького району Дніпропетровської області.
Населення — 692 мешканці.

## Географія
Село Зелене Поле знаходиться на відстані 0,5 км від села Лісове, за 3 км від села Веселе Поле, «від червоної лінії» м. Кривого Рогу за 9 км від Веселих Тернів (в північному напрямку) і за 12 км від мікрорайону Зарічний (в південному напрямку). Поруч проходить залізниця, зупинний пункт 77 км, Станція Приворот за 2,5 км.

## Історія
- 1873 — село засноване як німецька колонія Грюнфельд.
- 1875 — у селі відкрилася школа.

## Населення

### Мова
Розподіл населення за рідною мовою за даними перепису 2001 року:
| Мова            | Відсоток |
| --------------- | -------- |
| українська      | 88,9 %   |
| російська       | 10,1 %   |
| інші/не вказали | 1 %      |

## Економіка
- ФГ «ім. Т. Г. Шевченка».

## Об'єкти соціальної сфери
- Школа І-ІІ ст.

## Пам'ятки
- За 7 кілометрів від села по трасі розташований меморіальний комплекс «Могила Баба»;
- Храм Святих першоверховних апостолів Петра і Павла (ПЦУ) (перехрестя вулиць Південна і Нова).